# Daniel DiTomasso
 (mai 2019).
Si vous disposez d'ouvrages ou d'articles de référence ou si vous connaissez des sites web de qualité traitant du thème abordé ici, merci de compléter l'article en donnant les références utiles à sa vérifiabilité et en les liant à la section « Notes et références ».
Daniel DiTomasso, né le 30 janvier 1983 à Montréal (Canada), est un acteur canadien. Il est également mannequin.

## Biographie
Né à Montréal, Daniel DiTomasso parle anglais, français et italien.
Mannequin pour Giorgio Armani et l'Oréal, il a fait ses débuts en tant qu'acteur en 2012 dans les séries télévisées Beauty and the Beast (dans le rôle de Zeke, dans le pilote) et Les Experts, dans l'épisode 20 de la saison 13 (dans le rôle de Santos).
Il est notamment connu pour avoir interprété le rôle de Killian Gardiner, dans la série télévisée américaine Witches of East End.

## Filmographie
- 2012 : Beauty and the Beast (épisode : Pilot) (TV) : Zeke
- 2013 : Les Experts (épisode : Fearless) (TV) : Santos
- 2013 - 2014 : Witches of East End (TV) : Killian Gardiner
- 2015 : Descente au paradis (Heaven Sent) : Hank
- 2015 - 2016 : Good Girls Revolt (TV) : Chad
- 2016 : Grimm (épisode : The Believer) (TV) : Mark Nelson
- 2016 : Blood Is Blood
- 2016-2018 : Major Crimes (TV) : Wes Nolan
- 2016-2017 : Timeless (TV) : Noah
- 2018 : Chicago Fire : Zach
- 2019 : Brooklyn Nine-Nine (épisode : Hitchcock & Scully) (TV) : Gio Costa jeune
- 2019 - 2020 : Dynastie (TV) : Fletcher Myers
- 2020 : Ratched (épisode : Pilot) (TV) : Dario Salvatore
- 2020 : French Exit : Tom
- 2020 : Good Doctor (épisode : L’erreur est humaine) (TV) : Zane Lumet
- 2020 : Noël avec le prince de mes rêves (Christmas Ever After) de Pat Kiely (Téléfilm) : Matt
- 2021 : The Republic of Sarah : Weston
- 2022 : Grey's Anatomy : Station 19 : Jeremy